# Pauridiantha micrantha
Pauridiantha micrantha är en måreväxtart som beskrevs av Cornelis Eliza Bertus Bremekamp. Pauridiantha micrantha ingår i släktet Pauridiantha och familjen måreväxter. Inga underarter finns listade i Catalogue of Life.